# Ribeirão Morro Alegre
Ribeirão Morro Alegre är ett vattendrag i Brasilien.   Det ligger i delstaten Tocantins, i den centrala delen av landet, 400 km norr om huvudstaden Brasília.
Omgivningarna runt Ribeirão Morro Alegre är huvudsakligen savann. Trakten runt Ribeirão Morro Alegre är nära nog obefolkad, med mindre än två invånare per kvadratkilometer.